# 三林世博功能区域
三林世博功能区域，是上海市浦东新区已撤销的一个政府组成部门，成立于2005年9月，撤销于2010年1月。其管辖范围包括上钢新村街道、周家渡街道、南码头路街道、东明路街道、三林镇和北蔡镇，区域面积80.11平方公里。常住人口84.2万，其中户籍人口56.21万（2006年）
2010年1月，浦东新区陆续撤销了包括三林世博功能区域在内的六大功能区，目的是为了取消位于区政府和街道（镇）两级政府之间一级政府组成部门，提高政府办事效率。
原三林功能区域管委会的管理事权由世博核心区配套工作指挥部暂时维持。